# Putorana

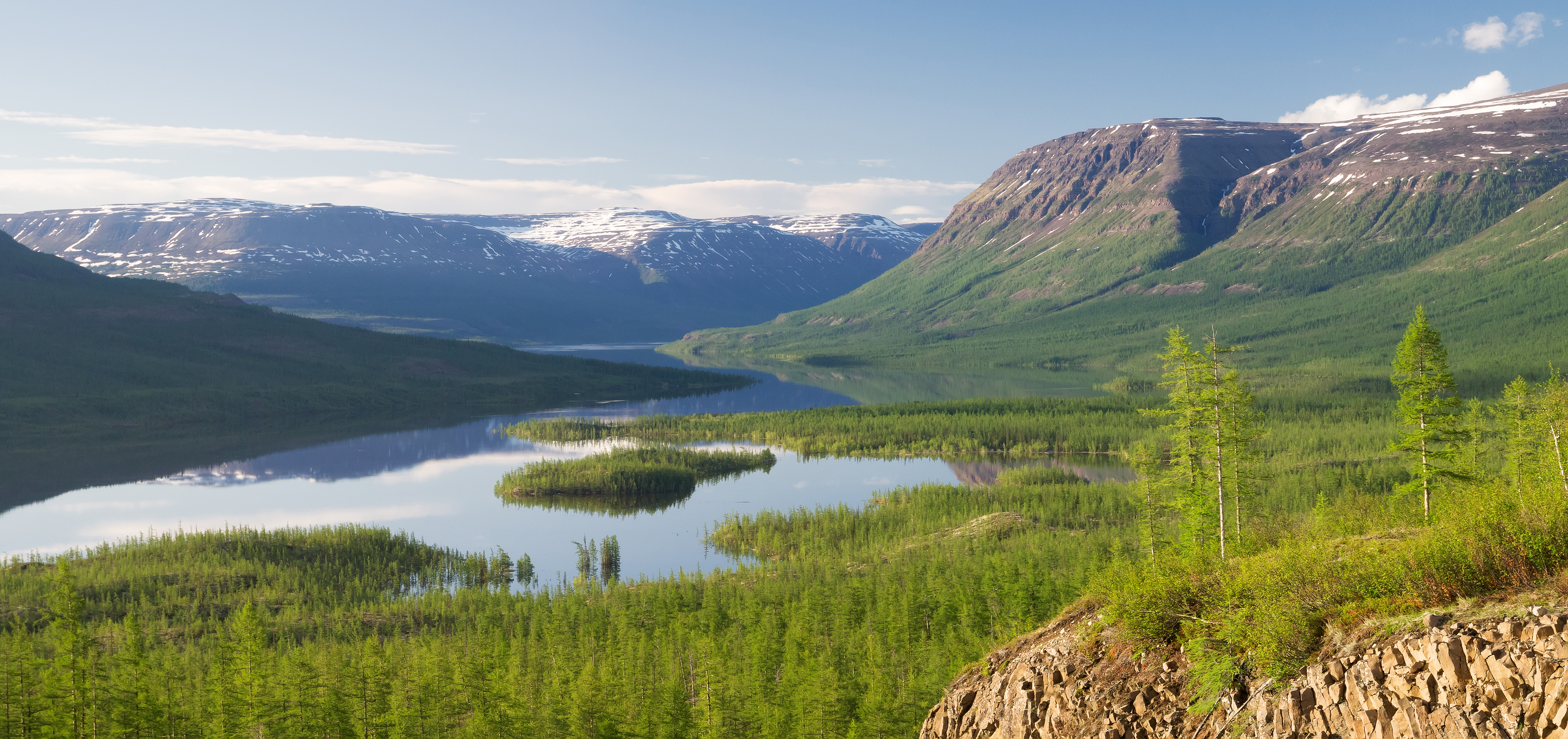
Putorana

Putorana (ros.: плато Путорана, płato Putorana) – góry położone w azjatyckiej części Rosji na północno-zachodnim skraju Wyżyny Środkowosyberyjskiej. Środkową ich część zajmuje Rezerwat Putorański, w 2010 roku wpisany na listę światowego dziedzictwa UNESCO. Najwyższym szczytem jest Kamień o wysokości 1701 m n.p.m.
Zbudowane są głównie z law, tufów i piaskowców. Ku zachodowi i północy opadają stromym progiem w kierunku Niziny Północnosyberyjskiej. Partie szczytowe spłaszczone, z licznymi polodowcowymi formami rzeźby. Liczne głębokie doliny rzeczne. Na zachodzie wypełnione jeziorami. Roślinność głównie tundrowa, zbocza dolin do wysokości 800 m n.p.m. porasta rzadka tajga. Teren gór jest przeważnie bezludny, w dolinach myślistwo, rybołówstwo i hodowla reniferów. Występują złoża węgla kamiennego oraz rud miedzi i niklu.